# Habenaria georgii
Habenaria georgii är en orkidéart som beskrevs av Rudolf Schlechter. Habenaria georgii ingår i släktet Habenaria och familjen orkidéer. Inga underarter finns listade i Catalogue of Life.